# ادوين رودريغيز
ادوين رودريغيز (و. 1960  م) هو لاعب كرة قاعدة بورتوريكي، ولد في بونس، بورتوريكو، مركز لعبه هو قلب الدفاع ‏.

## التعليم
تعلم في Pontifical Catholic University of Puerto Rico ‏
.

## روابط خارجية
- ادوين رودريغيز على موقع دوري كرة القاعدة الرئيسي (الإنجليزية)
- ادوين رودريغيز على موقعبيزبول رفرنس.كوم (الدوري الرئيسي) (الإنجليزية)
- ادوين رودريغيز على موقعبيزبول رفرنس.كوم (الدوري الثانوي) (الإنجليزية)
- ادوين رودريغيز على موقع إي إس بي إن.كوم (أم.أل.بي) (الإنجليزية)
- ادوين رودريغيز على موقع مشجعي الرسوم البيانية (الإنجليزية)